# Château Lafite Rothschild
O Château Lafite Rothschild é uma casa vinícola na região do Médoc, França, com uma área de 178 hectares, incluindo 103 hectares de vinha, localizada na comuna de Pauillac pertencente da Appellation de origem do mesmo nome. Ali são produzidos alguns dos vinhos Bordeaux mais prestigiados e famosos no mundo.
O vinho Château Lafite Rothschild é um "Premier Grand Cru" conforme a classificação oficial dos vinhos de Bordeaux de 1855. Ele compartilha essa rara distinção com Château Margaux, o Château Latour, o Château Mouton Rothschild e Château Haut-Brion.

## História do Chateau Lafite
O chateau Lafite leva o seu nome a partir da família de La Fite, antigo aliado da casa de Foix através do casamento de Joseph de Foix, senhor Mardogne, Cavaleiro da Ordem do Rei, com Françoise de La Fite, filha de Thibaud La Fite.  Pierre de La Fite, Intendente da Ordem do Rei e proprietário do vinho de Pauillac, era senhor da Goussencourt.
Jean-Jacques de la Fite, o último representante do sexo masculino nessa casa nasceu em Pau, França, em 5 de Novembro de 1690 e faleceu em 20 de Outubro de 1740 em Paris.

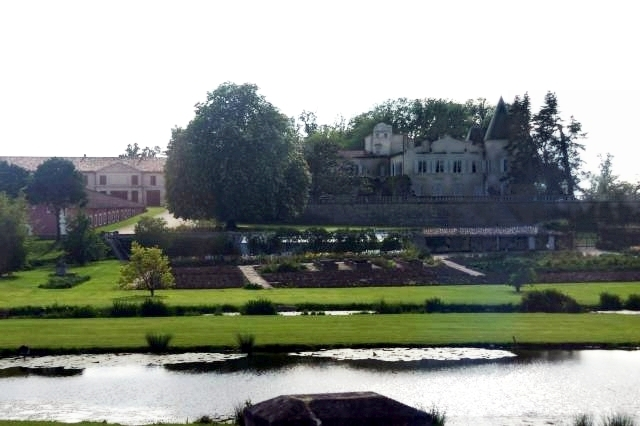
A Maison Lafite Rothschild

A partir do século XVII, a propriedade de Chateau Lafite caiu nas mãos da família Ségur, bem como a Maison Lafite que ainda existe. É a partir de 1680 o primeiro vestígio da existência de um importante vinhedo que foi plantado por Jacques de Ségur. No século XVIII, o Marquês Nicolas-Alexandre de Ségur modernizou a vinificação.
Em 8 de Agosto de 1868, o Barão James de Rothschild adquiriu Château Lafite colocado em leilão devido a sucessão de Joseph-Ignace Vanlerberghe.
De 1946 a 1974, Elie de Rothschild assumiu as rédeas do Château Lafite Rothschild. Em 1975, o Barão Eric de Rothschild, um sobrinho do Barão Elie, substituiu-o. Hoje, a gestão da vinha está a cargo de Charles Chevallier.

## O terroir

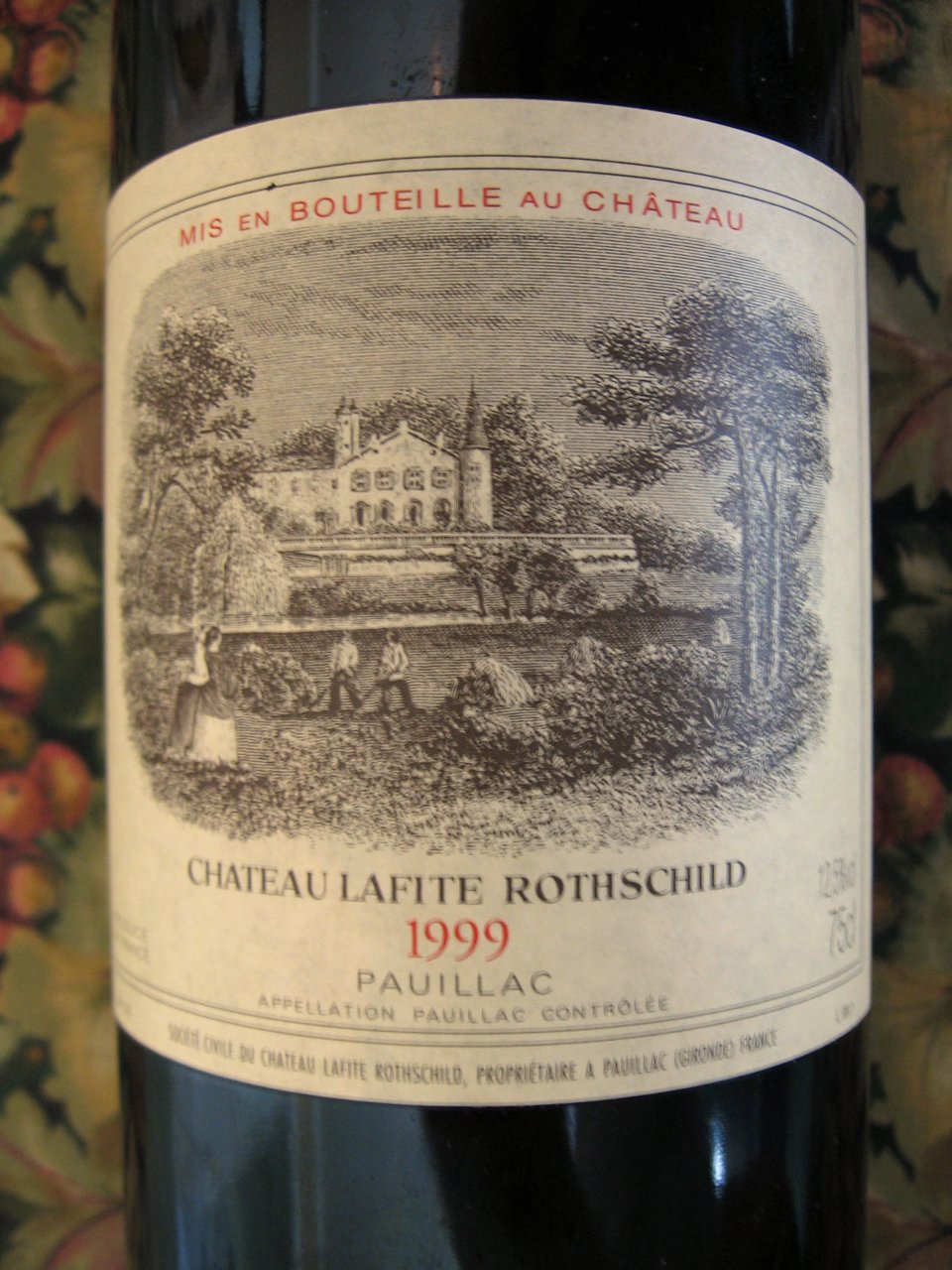
Rótulo do Lafite Rothschild

O vinhedo de 103 hectares é dividido em três partes: as montanhas em torno do castelo, o planalto a oeste e uma parcela de 4,5 ha na cidade vizinha de Saint-Estèphe. A maior parte do solo é constituído por rochas calcárias terciárias misturadas com areia.
A videira é composta de 71% Cabernet Sauvignon, 25% Merlot, 3% Cabernet Franc e 1% Petit verdot. A idade média das vinhas de vinho é de 40 anos; 20 hectares de vinhas jovens (menos de 10) são utilizados para a preparação de outro vinho da Maison, o Carruades de Lafite. Há também muitas vinhas com idade superior a 80 anos, chamado "La Gravière" datando de 1886.

## O Vinho
A maturação do vinho é feita de 18 a 20 meses em barris de carvalho 100% novos. São produzidas cerca de 15.000 a 20.000 caixas de Château Lafite Rothschild por ano e cerca de 25.000 a 30.000 caixas do Carruades de Lafite.
As safras do Château consideradas lendárias são 1921, 1945, 2000 e 2005.